# Goupillières (Eure)
Goupillières is een plaats en voormalige gemeente in het Franse departement Eure in de regio Normandië en telt 702 inwoners (2004). De plaats maakt deel uit van het arrondissement Bernay.

## Geschiedenis
De gemeente maakte deel uit van het kanton Beaumont-le-Roger tot dat op 22 maart 2015 werd opgeheven en Goupillières werd overgeheveld naar het kanton Brionne. Op 1 januari 2018 fuseerde de gemeente met Le Tilleul-Othon tot de commune nouvelle Goupil-Othon, waarvan Goupillières de hoofdplaats werd.

## Geografie
De oppervlakte van Goupillières bedraagt 10,1 km², de bevolkingsdichtheid is 69,5 inwoners per km².
De onderstaande kaart toont de ligging van Goupillières (Eure) met de belangrijkste infrastructuur en aangrenzende gemeenten.

## Demografie
Onderstaande figuur toont het verloop van het inwonertal (bron: INSEE-tellingen).